# Andrius Jurkūnas
Andrius Jurkūnas (Kaunas, 21 maggio 1976) è un ex cestista e allenatore di pallacanestro lituano.

## Carriera
Con la Lituania ha disputato i Giochi olimpici di Atlanta 1996 e due edizioni dei Campionati europei (1997, 2001).

## Palmarès
- Campionato lituano: 1

Žalgiris Kaunas: 2000-01